# Larry Knechtel
Larry Knechtel (* 4. August 1940 in  Bell, Kalifornien; † 20. August 2009 in Yakima, Washington), eigentlich Lawrence William Knechtel, war ein Studiomusiker, der unter anderem mit The Beach Boys, The Doors und Elvis Presley zusammenarbeitete. Er war zudem Mitglied der Band Bread.

## Leben
Knechtel wurde 1959 Mitglied in der Begleitband von Duane Eddy, The Rebels. Daneben arbeitete er als Studiomusiker unter anderem mit Phil Spector zusammen. Neben dem Piano spielte er Mundharmonika, Bass und Gitarre. 1970 gewann er einen Grammy Award für sein Arrangement von Bridge over Troubled Water von Simon & Garfunkel. Im Jahr darauf schloss er sich der Band Bread an. Zuletzt arbeitete er mit dem Musikproduzenten Rick Rubin zusammen und tourte mit den Dixie Chicks. 2007 wurde er in die Musician’s Hall of Fame aufgenommen.
Knechtel war verheiratet und hatte zwei Kinder. Er verstarb 69-jährig offenbar an einem Herzinfarkt.

## Diskografie (Auszug)
- Pet Sounds – The Beach Boys
- Read My Licks – Chet Atkins
- Gulf Winds – Joan Baez
- Mighty Like A Rose – Elvis Costello
- Mousetrap – The Spencer Davis Group
- Beautiful Noise – Neil Diamond
- Fats Is Back – Fats Domino
- Duane Eddy – Duane Eddy
- Streetlife Serenade – Billy Joel
- 9 To 5 And Odd Jobs – Dolly Parton
- Elvis TV Special – Elvis Presley
- Duane Eddy – Duane Eddy
- Simply the Best – Tina Turner
- Whiskey Bent & Hell Bound – Hank Williams Jr.

Laut von der offiziellen Künstlerhomepage verlinkten Diskografie.